# Jerzy Tomziński
Jerzy Tomziński, właśc. Jan Tomziński (ur. 24 listopada 1918 w Przystajni, zm. 14 listopada 2021 w Częstochowie ) – polski duchowny rzymskokatolicki, paulin, doktor prawa kanonicznego, kaznodzieja, trzykrotny przeor klasztoru paulinów na Jasnej Górze, dwukrotny generał Zakonu Świętego Pawła Pierwszego Pustelnika, prokurator generalny Zakonu przy Stolicy Apostolskiej, uczestnik soboru watykańskiego II oraz inicjator modlitwy apelu jasnogórskiego, nazywany często legendą Jasnej Góry.

## Życiorys
Pochodził z rodziny wielodzietnej, będąc synem rolników Piotra i Anny z d. Kulej. 1 grudnia 1918 został ochrzczony w kościele Przenajświętszej Trójcy w Przystajni, a następnie przystąpił w nim do pierwszej komunii świętej, a potem do bierzmowania z rąk bp. Teodora Kubiny. W rodzinnej miejscowości Przystajni zetknął się z ojcami paulinami (m.in. o. Pawłem Kosiakiem OSPPE i o. Damianem Sikorskim OSPPE), którzy byli częstymi gośćmi jego rodziny. W atmosferze kultu maryjnego, pielęgnowanego szczególnie przez dziadka zaczęła się jego droga zawierzenia Bożym planom w cierpliwości, łagodności i pokorze. Po ukończeniu z wynikiem bardzo dobrym szkoły powszechnej w rodzinnej miejscowości kształcił się następnie w Gimnazjum im. Augustyna Kordeckiego Zakonu Paulinów na Skałce w Krakowie, gdzie ujawniły się jego zdolności (m.in. muzyczne, grał na skrzypcach, organach i trąbce). Po ukończeniu gimnazjum, idąc za głosem powołania 5 sierpnia 1935 wstąpił do paulińskiego nowicjatu, przyjmując imię zakonne – Jerzy, który odbył pod kierunkiem o. Stanisława Nowaka OSPPE. Po ukończeniu nowicjatu, 6 sierpnia 1936 złożył pierwsze, czasowe śluby zakonne w Leśnej Podlaskiej z rąk o. Piotra Markiewicza OSPPE, po których powrócił do Krakowa, gdzie ukończył państwowe dwuletnie studia licealne, składając 23 maja 1938 egzamin dojrzałości.
Po maturze, we wrześniu 1938 rozpoczął studia filozoficzno-teologiczne w Wyższym Seminarium Paulinów w Krakowie, ale z powodu wybuchu 1 września 1939, II wojny światowej kontynuował je na Jasnej Górze, gdzie 12 lipca 1942 złożył profesję wieczystą na ręce o. Augustyna Jędrzejczyka OSPPE. 16 kwietnia 1944 z rąk biskupa Kubiny, ordynariusza częstochowskiego przyjął na Jasnej Górze święcenia kapłańskie, po których rozpoczął posługę duchową jako wybitny kaznodzieja i spowiednik, szczególnie młodzieży. Po latach tak mówił o swojej życiowej decyzji:

Wszystko co w życiu mam, zawdzięczam Zakonowi i Jasnej Górze. Ona była moją legitymacją życiową, wszędzie, gdzie byłem czy na soborze, czy w Stanach Zjednoczonych, w różnych europejskich krajach, byłem jako przedstawiciel Sanktuarium. To Jasnej Górze zawdzięczam wszystko. (...) Tu pierwszy raz jako diakon udzieliłem komunii św. mojej mamie, tu otrzymałem święcenia kapłańskie, tu wygłosiłem pierwsze kazanie, rozpocząłem spowiadanie.

W 1945 został mianowany kustoszem jasnogórskiego sanktuarium, czyniąc przygotowania do wielkiej uroczystości poświęcenia narodu polskiego Niepokalanemu Sercu Maryi w dniu 8 września 1946, a wcześniej ceremonie związane z sakrą biskupią Stefana Wyszyńskiego, ordynariusza lubelskiego, późniejszego prymasa Polski i błogosławionego, którego darzył szczególną przyjaźnią, życzliwością i zaufaniem oraz tak go wspominał:

Wydaje mi się, iż znałem go od zawsze. Cieszę się, że był Prymasem Jasnogórskim, że dane mi było działać w jego maryjnej szkole i podejmować wielkie akcje duszpasterskie, które z pewnością pozwoliły przetrwać Kościołowi w Polsce mroki terroru komunistycznego. Przebywając blisko niego, odnosiłem wrażenie, że mam kontakt ze świętym. Podpatrywałem prymasa, bo byłem przekonany, że tak właśnie wygląda święty, i chciałem się od niego wszystkiego uczyć, przede wszystkim świętej cierpliwości i ufności Panu Bogu. Na każdym kroku było widać, że jest człowiekiem zawierzenia i wszystko zanosi do Nieba przez Maryję.

29 stycznia 1949 ówczesny generał zakonu paulinów o. Markiewicz OSPPE mianował go proboszczem, przeorem i kustoszem sanktuarium maryjnego w Leśnej Podlaskiej. Prowadził tam na szeroką skalę pracę duszpasterską, szczególnie wśród młodzieży, tworząc ogniska religijne, działające na polu charytatywno-społecznym. Przyczynił się do modernizacji bazyliki leśniańsko-podlaskiej, inicjując budowę organów, ławek i ambony. W okresie – czasów stalinowskich – zmuszony został 4 października 1951 do zaprzestania swojej działalności i opuszczenia Leśnej Podlaskiej, po prowadzeniu lekcji religii w szkole (co było wtedy zabronione), powracając na Jasną Górę. Tutaj 27 maja 1952 kapituła generalna mianowała go przeorem zakonników jasnogórskich. W czasie jego pierwszego przeoratu zainicjował podjęcie prac konserwatorsko-remontowych na Jasnej Górze, w kaplicy Cudownego Obrazu oraz w Sali Rycerskiej. Ponadto z jego inicjatywy zbudowano 105-głosowe organy w bazylice jasnogórskiej oraz tymczasową dzwonnicę. Dzięki jubileuszom 300-lecia obrony klasztoru przed Szwedami oraz 300-lecia ślubów króla Jana Kazimierza wzmocnił integracyjną rolę Jasnej Góry dla całego narodu polskiego. Zainicjował narodową modlitwę o uwolnienie prymasa kard. Stefana Wyszyńskiego, dając początek tradycji odprawiania apelu jasnogórskiego. Dzięki wystosowanym przez niego zaproszeniom (około 8000 listów) Jasnogórskie Śluby Narodu 26 sierpnia 1956 zgromadziły prawie milion wiernych, a jego decyzja o przygotowaniu tzw. Obrazu Nawiedzenia, kopii Obrazu Matki Bożej Częstochowskiej przez prof. Leonarda Torwirta, umożliwiła peregrynację wizerunku po całej Polsce.
19 sierpnia 1957 na kapitule generalnej przekazał urząd następcy i wyjechał na specjalistyczne studia do Rzymu na Papieski Uniwersytet Gregoriański z zakresu prawa kanonicznego, pod kierunkiem jezuity, późniejszego kardynała Urbano Navarrete, które uwieńczył w 1962 doktoratem. Jednocześnie w Rzymie pełnił obowiązki przeora klasztoru, prokuratora generalnego zakonu paulinów przy Stolicy Apostolskiej, spowiednika sióstr zakonnych. Ponadto był duszpasterzem przy kościele Jezusa Nazareńskiego przy Via dei Barbieri, duszpasterzem Polonii przy kaplicy Matki Bożej Częstochowskiej w podziemiach bazyliki św. Piotra. Miał zaszczyt podczas swego pobytu we Włoszech 20 września 1962 poznać osobiście stygmatyka i mistyka św. Ojca Pio OFMCap w San Giovanni Rotondo. 25 stycznia 1959 był świadkiem zapowiedzi zwołania soboru watykańskiego II przez papieża Jana XXIII, późniejszego świętego oraz świadkiem uroczystego otwarcia Soboru 11 października 1962. 23 lipca 1963 wybrany został na generała zakonu paulinów. Należał do grupy 67 polskich ojców soborowych. Jako generał paulinów uczestniczył w ostatniej, czwartej sesji Soboru trwającej od 14 września do 8 grudnia 1965. Przyczynił się do krzewienia kultu obrazu Matki Bożej Częstochowskiej, przygotowując jej obrazy dla wszystkich członków soboru watykańskiego II, które 4 grudnia 1965 rozdał kard. Stefan Wyszyński, biorąc czynny udział w obradach soborowych, po zakończeniu których opracował projekt nowej konstytucji Zakonu, przekazując ją Stolicy Apostolskiej do zatwierdzenia. Pracował również przez 30 lat w Maryjnej Komisji Episkopatu Polski.
Był uczestnikiem wielu koronacji obrazów i figur Matki Bożej. 9 maja 1965 m.in. uczestniczył w koronacji Obrazu Matki Bożej Świętojańskiej – koronacji pierwszej w swoim życiu, dokonanej przez abp. Karola Wojtyłę, późniejszego papieża i świętego, przed kościołem ojców Paulinów w Krakowie na Skałce. Dzięki jego staraniom dokonano koronacji łaskami słynącej figury Matki Bożej Leśniowskiej 13 sierpnia 1967, przez prymasa Polski kard. Stefana Wyszyńskiego, kard. Karola Wojtyłę i bp. Stefana Barełę. Uczynił przygotowania do uroczystości Tysiąclecia Chrztu Polski w 1966 oraz do koronacji 12 września 1976 Obrazu Matki Bożej Pocieszenia w Biechowie. Tam następnie był duszpasterzem młodzieży przy tamtejszym sanktuarium. W 1970 – jako jasnogórski przeor – wyraził zgodę na realizację na Jasnej Górze filmu historycznego „Potop” w reż. Jerzego Hoffmana. 7 kwietnia 1978 został przewodniczącym do spraw jubileuszu 600-lecia obecności jasnogórskiego wizerunku, poświęcając się pracy wydawniczej oraz organizowanym kongresom mariologicznym, krajowym i zagranicznym. Wkrótce został  mianowany kronikarzem jasnogórskim i korespondentem Radia Watykańskiego i Biuletynu Biura Prasowego Sekretariatu Episkopatu Polski, a następnie redaktorem czasopism: „Niedziela” i „Jasna Góra”.
W 1990 został po raz trzeci wybrany jasnogórskim przeorem, w wieku 72 lat na trzecią kadencję, przygotowując sanktuarium na VI Światowe Dni Młodzieży, po zakończeniu której powrócił do pracy redakcyjnej, a następnie ze względu na podeszły wiek zrezygnował ze zbyt uciążliwej, nadwyrężającej jego siły pracy. Były redaktor naczelny tygodnika katolickiego „Niedziela”, ks. Ireneusz Skubiś tak go scharakteryzował:

Kto zna go bliżej, ten wie, że to człowiek ogromnej modlitwy i pokory, a przy tym zakonnik niezwykle uroczy, dowcipny, przyjazny każdemu, dobry i serdeczny. (...) Zakochany w Matce Bożej Jasnogórskiej, często wyznaje tę miłość z dziecięcą radością i ufnością.

Z okazji jubileuszu (100 lat) Prezydent Polski, Andrzej Duda, 2 września 2018 złożył na jego ręce w tzw. Pokojach Prymasowskich na Jasnej Górze pamiątkowe medale oraz wręczył mu okolicznościowy list gratulacyjny. Na Jasnej Górze w dniu jubileuszu (24 listopada) została odprawiona uroczysta msza święta, której przewodniczył generał zakonu o. dr Arnold Chrapkowski OSPPE oraz przeor jasnogórskiego klasztoru o. Marian Waligóra OSPPE, przy udziale m.in. rodziny jubilata. 16 kwietnia 2019 jako jeden z nielicznych paulinów obchodził brylantowy jubileusz, 75-lecie kapłaństwa. 9 listopada 2021 ze względu na pogarszający się stan zdrowia został przewieziony z Jasnej Góry do szpitala im. Rudolfa Weigla w Blachowni. Zmarł w nocy 14 listopada w klasztorze na Jasnej Górze . Uroczystości pogrzebowe pod przewodnictwem abp. Stanisława Gądeckiego odbyły się 17 listopada w bazylice jasnogórskiej, po czym został pochowany na częstochowskim cmentarzu św. Rocha w mogile ojców paulinów (sektor 65, nr rzędu 1, nr mogiły 1 → śp. Jan Tomziński).
Jego bratanek – ks. Zdzisław Tomziński jest kapłanem w archidiecezji katowickiej.

## Publikacje
Ojciec Jerzy Tomziński jest autorem, bądź współautorem wielu publikacji dotyczących tematycznie przede wszystkim sanktuarium jasnogórskiego. Niektóre pozycje zostały przetłumaczone i wydane w językach obcych:
- Jerzy Tomziński (słowo wstępne): Konstytucje i dyrektorium generalne zakonu św. Pawła Pustelnika (zakonu paulinów). Częstochowa: 1973. OCLC 749783921. Brak numerów stron w książce
- Jerzy Tomziński (tł. Danuta Trzaskowska-Grimandi): Częstochowa. Bolonia: CSEO, 1979, seria: CSEO Itinerari. OCLC 451051679. Brak numerów stron w książce
- Jerzy Tomziński, Jasna Góra. Informator, wyd. 1, Częstochowa: Wyd. Jasna Góra, 1981, OCLC 749674853 [zarchiwizowane z adresu 2021-11-18]. Brak numerów stron w książce
- Jerzy Tomziński i inni, Panno Święta co Jasnej bronisz Częstochowy, Paryż: Éditions du Dialogue, 1982, OCLC 69466197 [zarchiwizowane z adresu 2016-03-06]. Brak numerów stron w książce
- Jan Majdecki (m.in. Szczepan Jabłoński, Janusz Zbudniewek, Jan Golonka, Melchior Królik, Jerzy Tomziński, Józef Rufin Abramek): Jasnogórska Bogurodzica 1382–1982. Wyd. 1. Warszawa: Wyd. Novum, 1982. OCLC 20662283. Brak numerów stron w książce
- Jerzy Tomziński, Częstochowa, Warszawa: Wydawnictwo Polskie, 1989, OCLC 451051679. Brak numerów stron w książce
- Jerzy Tomziński (tł. Elżbieta Sadowska, Sylwia Bartkowska, Henryk Nieruchalski): Jasna Góra – guide. Częstochowa: Wyd. Paulinianum, 1990. OCLC 749646869. Brak numerów stron w książce
- Jan Golonka i inni, Witraże jasnogórskie wotum rzemiosła polskiego, Częstochowa: Nakładem klasztoru Paulinów na Jasnej Górze, przy udziale Rzemiosła Polskiego, 1991 (Biblioteka Jasnogórskiego Instytutu Mariologicznego, nr 2), OCLC 1150663052 [zarchiwizowane z adresu 2021-11-18]. Brak numerów stron w książce
- Jan Pach i inni, Jasna Góra – Sanktuarium Matki Bożej, Częstochowa: Wyd. Paulinianum, 1991, OCLC 802652389. Brak numerów stron w książce
- Jerzy Tomziński, Konstancjusz Kunz, Przewodnik po Jasnej Górze, Częstochowa: Wyd. Paulinianum, 1997, ISBN 83-87055-16-6, OCLC 749246196. Brak numerów stron w książce
- Jan Pach i inni, Jasna Góra Częstochowa, Częstochowa: Wyd. Paulinianum, 1998, ISBN 978-83-87055-22-6, OCLC 749258052. Brak numerów stron w książce
- Jan Pach i inni, Jasna Góra – Sanktuarium Matki Bożej, Częstochowa: Wyd. Paulinianum, 2001, ISBN 978-83-87055-38-7, OCLC 749286219. Brak numerów stron w książce
- Jerzy Tomziński, Konstancjusz Kunz, Dzieje Jasnej Góry i Cudownego Obrazu. Przewodnik po Sanktuarium, Częstochowa: Wyd. Paulinianum, 2007, ISBN 978-83-89843-59-3, OCLC 804525713 [zarchiwizowane z adresu 2022-01-20]. Brak numerów stron w książce
- Jerzy Tomziński, Jan Golonka, Jasna Góra. Sanktuarium Matki Bożej Jasnogórskiej. Przewodnik, Częstochowa: Wyd. Paulinianum, 2011, ISBN 978-83-89843-80-7, OCLC 827716838 [zarchiwizowane z adresu 2021-11-18]. Brak numerów stron w książce
- Jerzy Tomziński, Stefan Konstancjusz Kunz, Mały przewodnik po Jasnej Górze, wyd. 2, Częstochowa: Wydawnictwo Paulinianum, 2015, ISBN 978-83-63614-56-0, OCLC 1150432586 [zarchiwizowane z adresu 2021-11-17]. Brak numerów stron w książce
- Jerzy Tomziński, Grzegorz Polak, Znam tu każdy kamień. Nieznane dzieje Jasnej Góry, Kraków: Wydawnictwo M, 2016, ISBN 978-83-8043-122-5, OCLC 990347142 [zarchiwizowane z adresu 2022-05-27]. Brak numerów stron w książce

## Upamiętnienie
- w 2003 otrzymał wyróżnienie „Tym, co służą Miastu i Ojczyźnie” przyznawane corocznie 11 listopada przez prezydenta Częstochowy[24]
- w 2014 Milena Sławińska zrealizowała film dokumentalny pt. Świadek Jasnej Góry
- w 2014 powstał również inny film dokumentalny Światem rządzi Bóg w reżyserii Krzysztofa Tadeja opowiadający o życiu o. Jerzego Tomzińskiego[25][26][27]
- Wizerunek o. Jerzego można dostrzec na jednym z 18 obrazów, stacji XVI Jezus ukazuje się apostołom tzw. Golgoty Jasnogórskiej pędzla Jerzego Dudy-Gracza malowanej w latach 2000–2001, a znajdującej się na górnej kondygnacji wejściowej w części jasnogórskiej kaplicy Matki Bożej tzw. Przybudówce[28][29]
- jest honorowym obywatelem gminy Przystajń[30]
- w okresie od 24 listopada do 6 grudnia 2021 w Sali Rycerskiej na Jasnej Górze zorganizowano specjalną wystawę Ojciec Jerzy Tomziński Niepodległy autorstwa fotografa Marcina Szpądrowskiego, która obejmowała 40 tablic z zestawami fotografii z ostatnich 8 lat życia o. Tomzińskiego[31]